# Wallanlagen

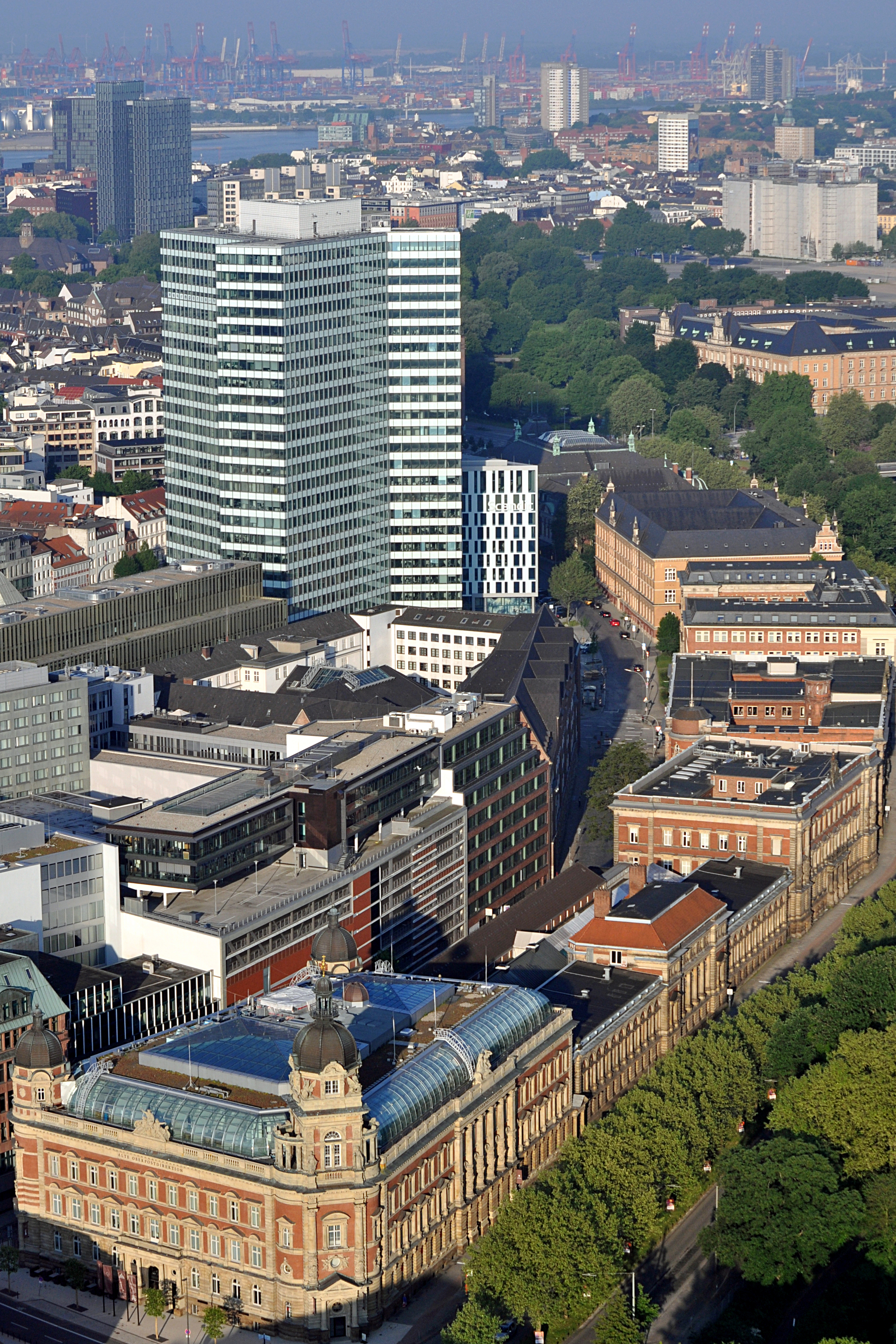
Vista dell'odierno Wallanlagen nelle parti di Neustadt.

Il Wallanlagen  è un insieme urbano semicircolare che circonda il centro di Amburgo. È costituito da una circonvallazione a quattro corsie con una lunghezza totale di 3,3 chilometri e da un fronte stradale edificato continuo sul lato interno. Il perimetro esterno è costituito per la maggior parte da una serie di parchi.
Il Wallanlagen segue il profilo delle vecchie mura di Amburgo ed è stato sviluppato nella prima metà del XIX secolo, quando le mura difensive (appunto, conosciute nel passato come Wallanlagen) furono rase al suolo. Il muro che ha delimitato la città dal 1620 fino al 1840 ha avuto un forte impatto sulla formazione della città moderna. Il parco del Wallanlagen è composto da diverse sezioni denominate in modo diverso che, in base al loro sviluppo storico comune, sono caratterizzate da una certa unità, ma anche da una serie di dissimmetrie. Offre inoltre la più vasta rete di parchi del centro città e costituisce una sorta di collegamento con gli spazi verdi e aperti di Amburgo lungo l'Elba e l'Alster, come i parchi dell'Außenalster e del Binnenalster.

## Storia

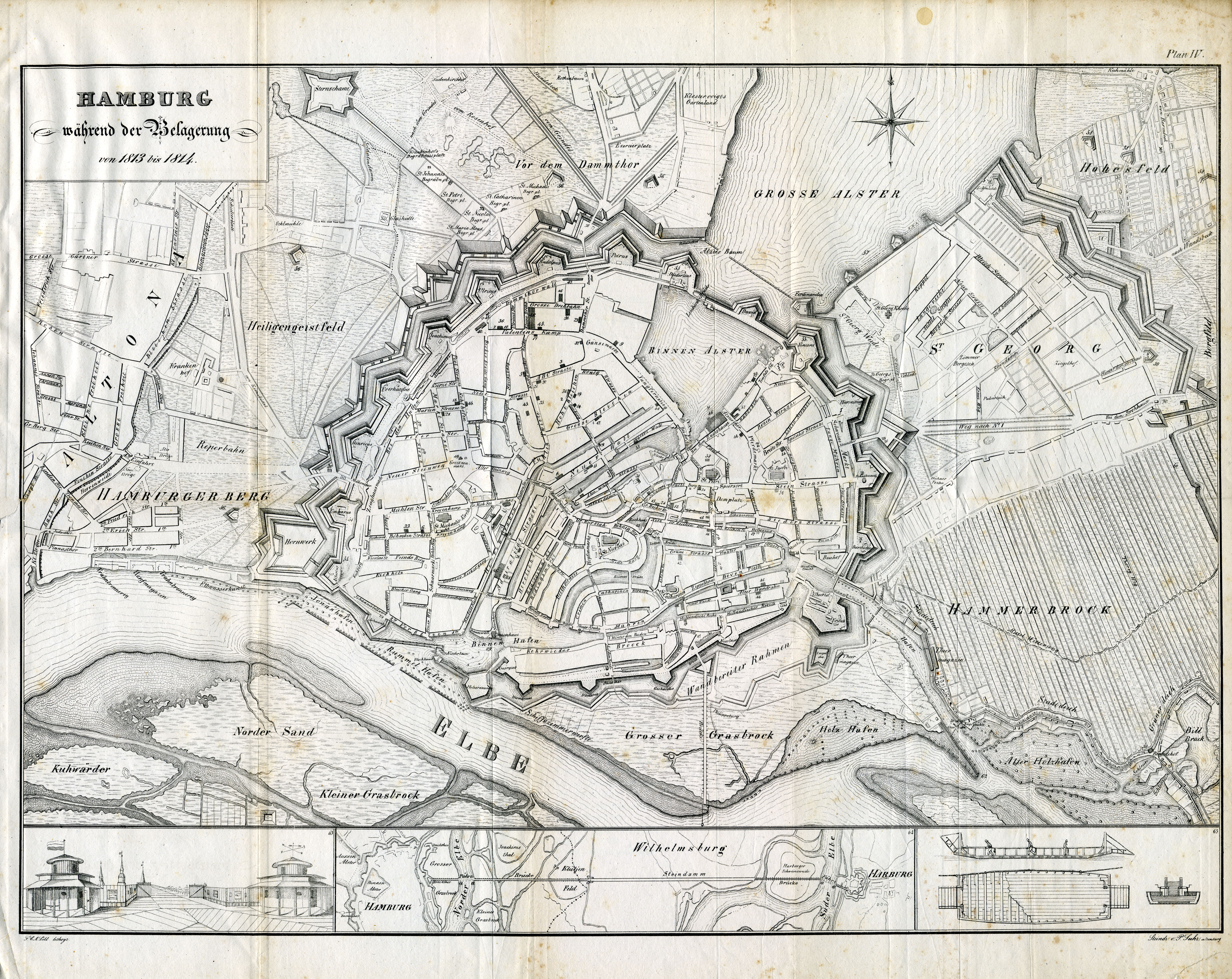
Mappa delle mura difensive di Amburgo nel 1813.

Il vecchio anello murario segue il percorso degli antichi Wallanlagen (bastioni) di Amburgo, sviluppati dall'ingegnere militare olandese Johan van Valckenburgh tra il 1616 e il 1625.

### Precedenti porte della città
Le antiche porte della città erano Millerntor e Dammtor sul lato occidentale e nord-occidentale, Steintor sul lato orientale e Sandtor e Brooktor vicino all'Elba. In seguito furono create altre porte, tra cui Hafentor, Holstentor, Klostertor e Deichtor. Le posizioni di tutte le porte sono tuttora note come località o zone minori di Amburgo.

### Conversione in parco pubblico
All'inizio del XIX secolo, i bastioni erano ormai obsoleti e resi inutili contro gli attacchi stranieri. Nel 1806, Napoleone non oppose resistenza alla conquista di Amburgo. Le fortificazioni furono infine rimosse tra il 1820 e il 1837, mentre il glacis esterno fu successivamente trasformato in un parco dall'architetto paesaggista tedesco Isaak Altmann (1777-1837). Negli anni Sessanta del XIX secolo, l'anello murario fu sviluppato come un viale, con una serie di edifici rappresentativi lungo il lato interno - tra cui le nuove strutture per la Kunsthalle (1869), l'Oberpostdirektion (1887) e il Museo di Storia Naturale (1891) -, mentre il lato esterno rimase inalterato, a parte alcune strutture collocate all'interno del parco. Già negli anni '40 del XIX secolo, il parco circolare subì delle battute d'arresto a causa delle violazioni causate dalla ferrovia Amburgo-Altona. Dal 1898 al 1906 fu costruita la Hamburg Hauptbahnhof. Nel 1922 fu inaugurato il Museo di Amburgo nei locali di Holstenwall.
Durante i bombardamenti della Seconda Guerra Mondiale, il Museo di Storia Naturale fu distrutto nel 1943. Dopo la guerra, molti degli ex fossati difensivi furono riempiti di macerie. Tra la fine degli anni Cinquanta e l'inizio degli anni Sessanta, l'Esplanade perse la maggior parte del suo complesso di edifici settentrionali. Oggi, i parchi occidentali assomigliano al design delle Esposizioni Internazionali dei Giardini (IGA) del 1963 e del 1973. Alcune parti del Walanlagen orientale sono scavate dal cosiddetto Wallring Tunnel, costruito tra il 1963 e il 1966.